# أدب أوكرانيا

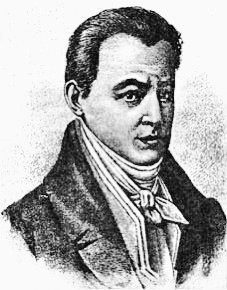

هو الأدب المكتوب باللغة الأوكرانية وخصوصاً داخل أوكرانيا. يمكن أن يشير أيضاً إلى الأدب المكتوب من قبل الأوكرانيين في أوكرانيا وخارجها أو الأدب المكتوب بلغات أخرى ومنشور في أوكرانيا.

## أهم الكتاب الأوكرانيين
- أندري كوركوف
- يوري أندوركوفيتش
- أوكسانا زابوجكو
- فاليري شيفتشوك